# ヨシダタクミ
ヨシダタクミは、日本の男性シンガーソングライター。ロックバンド・sajiのボーカル、ギターを担当。北海道帯広市出身。

## 略歴
- 2010年
  - 在学中に同級生だったメンバーとphatmans after schoolを結成。
- 2011年
  - トイズファクトリーよりメジャー・デビュー。全楽曲の作詞・作曲を担当。
- 2015年
  - 水樹奈々へ「レイジーシンドローム」を楽曲提供。これが自身初の提供曲であり、以来、作詞・作曲家としても活動の幅を広げ、特に水樹とは多数の楽曲提供の他、ゲストボーカルでのライブ参加、FC誌面での対談など親交が深い。
- 2019年
  - Kis-My-Ft2の23rdシングルの表題曲「君を大好きだ」の作曲を担当。作詞は藤井フミヤ、編曲は亀田誠治が担当した本作は初週売上30万枚を超えるヒットを記録し、オリコンチャート、Billboard JAPAN共に週間1位、プラチナディスクに選ばれた。
  - バンド名をsajiに改名し、キングレコードよりメジャー 1st single『ツバサ』（TVアニメ「あひるの空」エンディングテーマ）を10月23日にリリース。

## 人物
兄の影響で小学生の頃に独学でキーボードを始め、中学の学園祭でベースとしてバンドで初ライブ。その後、クラスメイトからギターを教えてもらい、作詞・作曲を始める。
高校に進学すると軽音楽部に入部し、そこで後のメンバーとなるユタニシンヤ（ギター）と出会い、前身バンドとなるUnLimitedを結成。別のバンドで ドラムとしても活動を行っていた。
ロックバンドのボーカリストの中でもとりわけハイトーンボイスで知られ、水樹奈々の「武道館7DAYS公演 LIVE GATE2018」にゲストボーカルとして出演した際には、自身が提供した「レイジーシンドローム」を水樹と共に原曲キーで歌い、沢城千春や武内駿輔などもヨシダから提供された際に届いたデモ曲が高すぎたとラジオで語っている。※Caligula・ポニーキャニオン
バンドのほか、個人活動として多方面に楽曲提供及びゲストボーカルとして歌唱参加しており、その繋がりで声優や漫画家、クリエイターとの親交も深い。※出典 ROCKIN'ON JAPAN・MAQUEE

## 提供楽曲
- 水樹奈々
  - レイジーシンドローム（作詞・作曲）
  - 恋想花火（作詞・作曲）
  - STAND UP!（作詞・作曲）
  - Rock Ride Riot（作詞・作曲）
  - 絶対的幸福論（作詞・作曲）
  - Born Free（作詞）
  - カルペディエム（作詞）
  - No Rain, No Rainbow（作詞・作曲）
  - MY ENTERTAINMENT（作詞・作曲）
  - スパイラル（作詞）
  - GO LIVE!（作詞）
  - Turn the World（作詞）
- 堀江由衣
  - ラブアテンション（作詞・作曲）　
  - 月とカエル（作詞・作曲）
  - 25:00（作詞・作曲)
  - Love me Wonder （作詞・作曲）
- Kis-My-Ft2
  - 君を大好きだ（作曲)
- 小倉唯
  - ライアーシープ（作詞・作曲）
- まなみのりさ
  - waveびーと!（作詞・作曲）
  - アイコトバ（作詞・作曲）
  - ココロト（作詞・作曲）
- MICHI
  - 超常性ワールド（作詞・作曲)
- 式島律・佐竹笙悟（CV：沢城千春・武内駿輔）
  - パラダイムボックス（作詞・作曲）
  - アンビバレンツ（作詞・作曲）
- 上野優華
  - ユキノウタ（作詞・作曲）
  - imu(作詞・作曲)
- CODE-V
  - EVERY WANNA BABE（作詞）
- 石原夏織
  - 半透明の世界で（作詞）
- Stellamaris
  - InFiction(作詞・作曲)
- サクタスケ
  - ティターニア（作詞・作曲）
  - アメノオト（作詞・作曲）
  - START!!（作詞・作曲）
  - ライブアダイバー（作詞・作曲）
  - 空色の地図（作詞・作曲）
- SHOW BY ROCK!!
  - エールアンドレスポンス（作詞・作曲）
  - トリガーロック（作詞・作曲）
  - noche blanca（作詞・作曲）
  - ワールドワールドワールド（作詞・作曲）
  - ドレミファSTARS!!（作詞・作曲）
- 超ときめき♡宣伝部
  - SHIBUYA TSUTAYA前で待ち合わせね!（作詞・作曲）
- 内田雄馬
  - スタートライン（作詞・作曲）[1]
- 加賀美ハヤト&甲斐田晴 from ROF-MAO
  - Follow Your Heart(作詞・作曲)
- 岡咲美保
  - フリージア(作詞・作曲)
  - 夜ふかしダンス（作詞・作曲）
- イーファ(和氣あず未)×アミュ(稗田寧々)×メイベル(鬼頭明里)
  - リンク(作詞・作曲)
- ラジオ関西『ワタナベフラワームサのアニソン部屋』ジングル